# Upplands runinskrifter 414
Upplands runinskrifter 414 är en försvunnen vikingatida runsten av kalksten som funnits i Norrsunda kyrka, Norrsunda socken och Sigtuna kommun under första hälften av 1600-talet. Dess ursprungliga plats är okänd. Stenen hade samma form som en gotländsk bildsten med det karakteristiska svampliknande utseendet. Stenens inskrift säger också att stenen förts från just Gotland.

## Inskriften
Translitterering av runraden:
[f... ...ntr · þiʀ · fyrþu · stin · þina · af · kutlanti · uk · r... ...ftiʀ · si-...t · bruþur sin · on iti · þisa · h...]
Normalisering till runsvenska:
... ... þæiʀ førðu stæin þenna af Gutlandi ok ... [æ]ftiʀ ... broður sinn. Hann atti(?) þessa ...
Översättning till nusvenska:
... de förde denna sten från Gotland och ... efter ..., sin broder. Han ägde denna ...